# Родано
Родано (итал. Rodano) —  коммуна в Италии, в провинции Милан области Ломбардия.
Население составляет 4300 человек (2008 г.), плотность населения составляет 358 чел./км². Занимает площадь 13 км². Почтовый индекс — 20090. Телефонный код — 02.
Покровителем коммуны почитается святой апостол и евангелист Иоанн Богослов, празднование 27 декабря.

## Демография
Динамика населения:

## Администрация коммуны
- Официальный сайт: http://www.comune.rodano.mi.it